# Ischnoptera azteca
Ischnoptera azteca är en kackerlacksart som beskrevs av Henri Saussure 1862. Ischnoptera azteca ingår i släktet Ischnoptera och familjen småkackerlackor. Inga underarter finns listade i Catalogue of Life.